# Hellende Vlakken van Luik

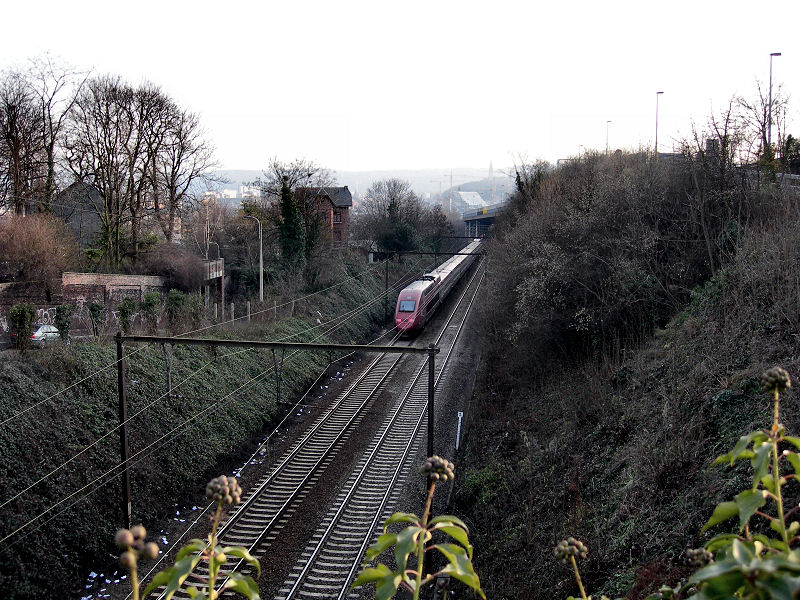
Een Thalys op de hellende vlakken.

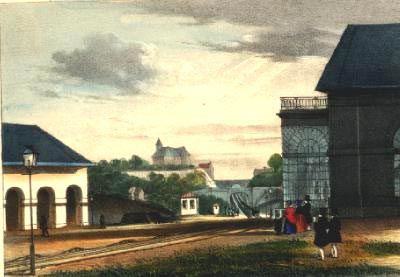
De hellende Vlakken vanuit Luik, afgebeeld op een schilderij van Henri Borremans.

De Hellende Vlakken van Luik, ook Helling van Ans genoemd, zijn twee relatief steile stukken van spoorlijn 36 tussen de stations Luik en Ans. Oorspronkelijk waren de Hellende Vlakken voorzien van een speciaal kabelsysteem om een groot hoogteverschil via een spoorverbinding te kunnen overwinnen.

## Historiek
Enkele jaren na de opening van de eerste spoorlijn in België, tussen Brussel en Mechelen, werd in 1838 de spoorlijn Brussel-Ans geopend. Tot 1842 werd de verbinding met de lager gelegen stad Luik via de weg verzekerd. Door het hoogteverschil van ongeveer 110 meter tussen Ans, op het plateau van Haspengouw, en Luik, in de Maasvallei, was voor een treinverbinding volgens de toen beschikbare technologie nog niet mogelijk.
Ingenieur Henri Maus ontwikkelde een systeem om het hoogteverschil van meer dan 30 mm/m (3%) toch via een spoorverbinding te overwinnen zodat de verbinding met Luik kon gerealiseerd worden.
Het werden twee steile hellingen (van Montegné, dicht bij Ans, tot 
Haut-Pré en van Haut-Pré tot Luik-Guillemins) aangelegd met tussenin een stukje vals plat. De totale lengte bedraagt 5,2 km. Te Haut-Pré, op het vlakkere gedeelte ongeveer halfweg de helling, werd een stoommachine gebouwd die via een kabelsysteem treinen naar boven kon optrekken. De kabel zat vast aan een wagon met een speciale klauw om aan de treinkonvooien te bevestigen. De eerste trein werd op 1 mei 1842 omhoog getrokken.
Vanaf 1871 waren locomotieven krachtig genoeg om van het kabelsysteem af te stappen, en werd gebruik gemaakt van lichterlocomotieven om konvooien richting Ans op te duwen.
De Hellende Vlakken vormen nog steeds een bijzonderheid op het Infrabel-net en er is dan ook bijkomende specifieke reglementering van toepassing. Enkel treinbestuurders die ervoor opgeleid zijn mogen de afdaling of beklimming uitvoeren.
Goederentreinen rijden sinds 1939 via de minder steile lijn 36A, daarmee wordt niet alleen het hellend vlak vermeden en de daarbij noodzakelijke hulp van een lichterloc, ook hoeft er geen goederenvervoer door het drukke station Luik-Guillemins te rijden.